# Hoveyzeh (krstareća raketa)
Hoveyzeh je iranska krstareća raketa zemlja-zemlja projektirana i izrađena za sve vremenske uvjete. Hoveyzeh je iz obitelji krstarećih projektila Soumar. Projektil je predstavljen na obrambenoj izložbi u Teheranu 2. veljače 2019. tijekom proslave 40. obljetnice Iranske revolucije. Projektilima će se opskrbiti Zračne svemirske snage Korpusa čuvara islamske revolucije.
Krstareća raketa zemlja-zemlja sposobna je letjeti na malim visinama i ima domet od 1350 km, sa sposobnošću udaranja zemaljskih ciljeva s visokom preciznošću i točnošću.

## Razvoj
Hoveyzeh je dio obitelji krstarećih raketa Soumar koja je predstavljena 2015. godine. Prva raketa obitelji bila je Soumar s dometom od 700 km. Tvrdnju osporavaju neki mediji tvrdeći, iz sličnosti projektila s Kh-55 nabavljenim iz Ukrajine 2001. godine, da projektil Soumar ima domet od 2000 do 3000 km. Vjeruje se da je Hoveyzeh ili nadogradnja Soumara ili je razvijen od njega.
Otkriven je i prikazan javnosti 2. veljače 2019. na obrambenoj izložbi u Teheranu kojom se slavila 40. obljetnica Iranske revolucije 1979. godine. Projektil je stavljen u službu i bit će isporučen Zračno-svemirskim snagama Korpusa čuvara islamske revolucije.

## Sposobnosti
Projektil je sposoban letjeti na malim visinama s dometom od 1350 km. 
Izraelska vojna obavještajna web stranica DEBKAfile navodi da je Iran uspio proizvesti niskoleteće krstareće rakete koje lete do cilja ispod pogleda radara.vZračni radarski sustavi za rano upozoravanje mogu otkriti niskoleteće krstareće projektile s različitom učinkovitošću. Dodatno, bilo koji sustav sposoban detektirati lansiranje ili polijetanje zrakoplova (npr. sateliti za nadzor) može se koristiti za otkrivanje lansiranja rakete, što može dati vremena vojnim snagama da počnu učinkovito nadzirati zrak iz zraka. To se obično radi tijekom aktivnih vojnih angažmana zbog troškova i ograničenog broja zrakoplova.

## Operateri
- Iran